# Ennio De Giorgi
(Ennio De Giorgi)
Ennio De Giorgi (Lecce, 8 febbraio 1928 – Pisa, 25 ottobre 1996) è stato un matematico italiano.

## Biografia
Nipote di Cosimo De Giorgi, rimase orfano di padre a 2 anni. Dopo il conseguimento della maturità classica presso il Liceo Classico Giuseppe Palmieri di Lecce nel 1946, intraprese gli studi di Ingegneria a Roma, ma già l'anno dopo fu incoraggiato da Mauro Picone a iscriversi al corso di laurea in Matematica dello stesso ateneo, che seguì fino alla laurea nel 1950. L'anno successivo vinse una borsa di studio dell'Istituto per le applicazioni del calcolo (IAC), dove ebbe modo di lavorare con Renato Caccioppoli, e venne nominato assistente di Picone all'Istituto di Matematica dell'università.
Divenne noto nel mondo scientifico quando, nel 1957, risolse il 19º problema di Hilbert (risolto poco dopo in modo indipendente e con altro metodo anche da John Nash), alla cui soluzione si erano dedicati per oltre mezzo secolo numerosi studiosi. Nel 1958 fu vincitore di una cattedra di analisi matematica presso l'Università degli Studi di Messina, ma l'anno successivo fu chiamato, per volere di Alessandro Faedo, a insegnare presso la Scuola Normale Superiore di Pisa, ove restò per tutta la vita. Nel 1960 fu invitato da Robert Oppenheimer all'Institute for Advanced Study (IAS) di Princeton, ma declinò l'invito.
Con la sua opera scientifica, dalle ricerche sulle equazioni alle derivate parziali, al calcolo delle variazioni, alla teoria geometrica della misura, fino agli ultimi studi di logica e fondamenti della scienza, aprì prospettive prima inimmaginabili alla matematica mondiale. Ricevette numerosi premi prestigiosi e riconoscimenti, tra i quali, nel 1960 il Premio Caccioppoli dell'Unione Matematica Italiana, nel 1973, il Premio Presidente della Repubblica dall'Accademia dei Lincei e, nel 1990 a Tel Aviv, il Premio Wolf. Fu socio, tra le altre, dell'Accademia Nazionale dei Lincei, della Pontificia Accademia delle Scienze e, dal 1995, dell'Académie des Sciences e della National Academy of Sciences degli Stati Uniti.
Oltre che un grande matematico, alla cui scuola si formarono numerosi allievi, fu un uomo di grande umanità e impegno civile. Grande era la sua disponibilità nei confronti di chiunque avesse bisogno dei suoi consigli, del suo tempo o del suo denaro. Uomo dalla fede profonda, rifletté molto sul rapporto tra scienza e fede. Sostenitore della responsabilità degli uomini di cultura nel promuovere l'amicizia e la comprensione tra i popoli, e nel prevenire le guerre, riteneva la Dichiarazione Universale dei Diritti dell'Uomo un documento internazionale di notevolissima importanza.
Dedicò notevole impegno alla difesa dei diritti dell'uomo (molti dei suoi appelli e interventi sono raccolti nel volume Ennio De Giorgi, Anche la scienza ha bisogno di sognare, ed. Plus 2001). Quale socio di Amnesty International fin dai primi anni settanta, si adoperò attivamente per la liberazione di altri matematici quali il russo Leonid Plyushch e l'uruguaiano José Luis Massera.

## Alcune opere
- Lezioni di complementi di matematica del Prof. Aldo Ghizzetti, raccolte dal Prof. Ennio De Giorgi, tenute alla Facoltà d'Ingegneria dell'Università di Roma nell'A.A. 1956-57, Istituto Superiore delle Poste e delle Telecomunicazioni, Roma, 1957.
- Lezioni di analisi superiore (con Aldo Ghizzetti), Libreria Eredi Virgilio Veschi, Roma, 1960.
- Lezioni di istituzioni di matematica, Vol. 1, Libreria Editrice Universitaria, Ferrara, 1971.
- Frontiere orientate di misura minima e questioni collegate (con Ferruccio Colombini e Livio Piccinini), Pubblicazioni della Classe di Scienze della Scuola Normale Superiore, Pisa (IT), 1972.
- Note e memorie lincee, a cura di G. Moscariello e C. Sbordone, Giannini Editore, Napoli, 2016.